# Phrurolithus absurdus
Phrurolithus absurdus är en spindelart som beskrevs av Willis J. Gertsch 1941. Phrurolithus absurdus ingår i släktet Phrurolithus och familjen flinkspindlar. Inga underarter finns listade i Catalogue of Life.